# Vinogràdovka (Amur)
|  | Per a altres significats, vegeu «Vinogràdovka». |

Vinogràdovka (en rus: Виноградовка) és un poble de l'óblast de l'Amur, a Rússia, que el 2018 tenia 438 habitants, pertany al districte de Bureiski.